# 柊瑠美
柊瑠美（1987年8月1日—），日本女性演員。出身於東京都葛飾區。

## 人物
- 東京都立九段高等學校、日本大學藝術學系畢業。
- 6歲時就以童星的身份出道，大多是電視廣告的演出。

## 演出作品

### 日劇
- 鈴蘭（1999年，NHK）飾常盤萌（少女時代）
- 世界奇妙物語'01秋天特別篇『奶奶』（2001年、富士電視台）飾 中村美保・奶奶
- 改造野豬妹 飾 蒼井霞

### 電影
- 鈴蘭 ～少女・萌之物語～（2000年6月17日，松竹）飾常盤萌
- 神隱少女（2001年7月20日，吉卜力工作室、東寶）荻野千尋 （配音）
- 崖上的波妞（2008年7月19日，吉卜力工作室、東寶）婦人（配音）
- 爆粗Band友（2008年8月23日，東宝）小狗（配音）
- 紅綫（2008年12月）飾望
- 來自紅花坂（2011年7月16日，吉卜力工作室、東寶）廣小路幸子

### 電視廣告
- （1994年）
- Sky PerfecTV!（1999年）
- 羅森編（2003年）
- 丰田汽车（2003年）
- JVC『BabyMovie』（2003年）
- 明治製菓（2004年）
- 白泉社『LaLa』（2006年）

### 廣播
- 文化放送BSQR  （2003年4月 - 9月）
- 文化放送BSQR （2003年 - 2004年）
- ON THE WAY COMEDY 道草（2006年、FM東京）廣播劇 - 天宮杏奈 役

### 舞台
- （2002年）飾
- DECADANCE I（2008年8月9日－23日）飾

### 遊戲
- 天外魔境III NAMIDA（2005年）

### 其他
- （《片尾曲）
- （2002年）
- （連載）（2002年－2003年）

## 外部連結
- （日語） FATHER'S CORPORATION （页面存档备份，存于），事務所的介紹頁。
- （日語） 柊瑠美オフィシャルブログ「HiragiRumi official blog」Powered by Ameb （页面存档备份，存于），網誌。